# HMS Chester (1915)
La HMS Chester è stata uno degli incrociatori leggeri Classe Town, tipo Birkenhead, ordinati dalla marina greca nel 1914. Si sarebbe dovuta chiamare Lambros Katsonis. La costruzione venne iniziata nei cantieri Cammell Laird e continuò fino allo scoppio della prima guerra mondiale. Nel 1915 il governo britannico acquistò l'incrociatore e la nave gemella, rinominandolo HMS Chester.

## Progetto

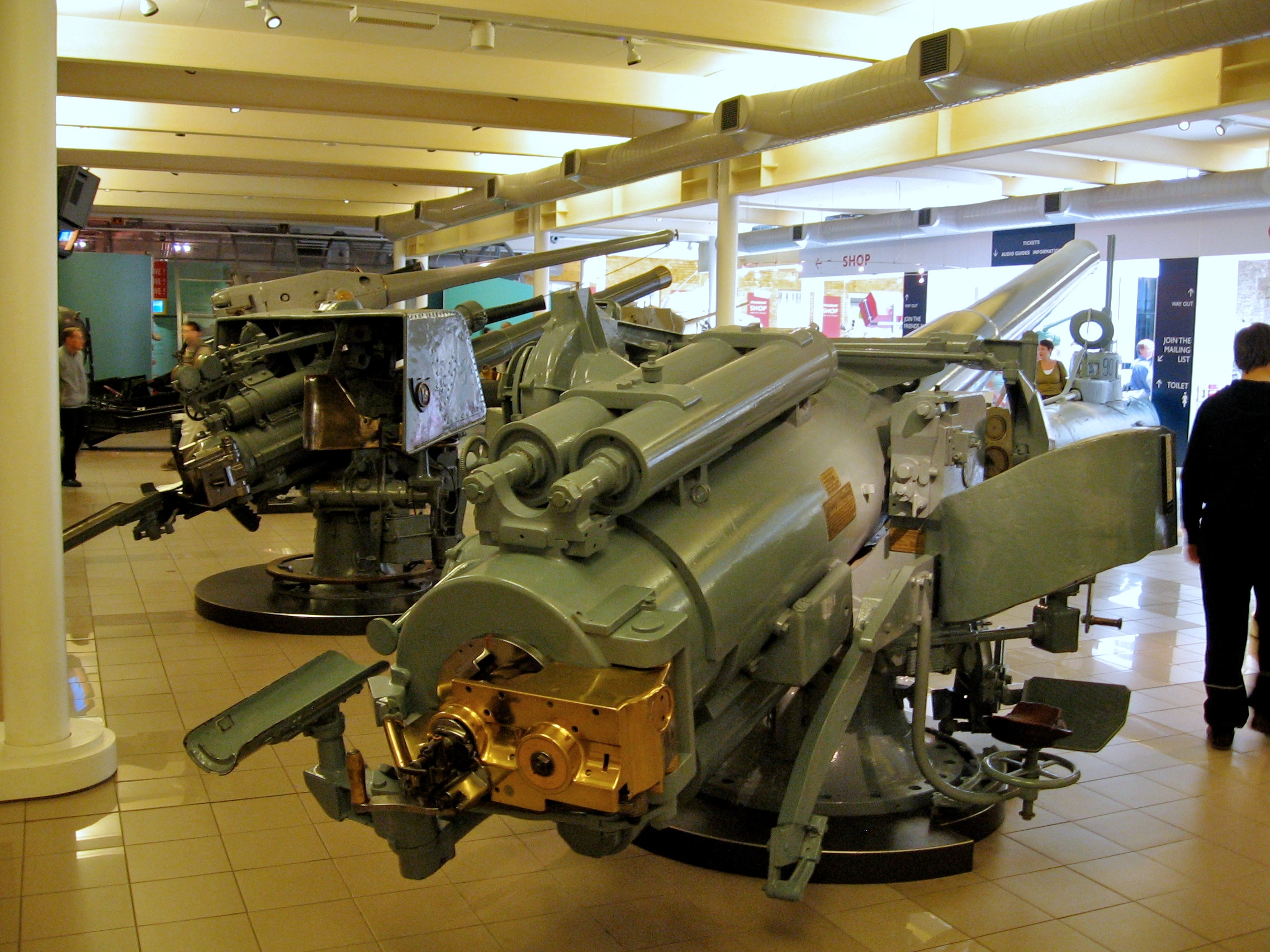
Uno dei cannoni da 140 mm della Chester esposto all'Imperial War Museum di Londra.

Le due navi ordinate dalla Marina greca differivano dalle altre navi inglesi della classe in vari modi: l'armamento principale consisteva in dieci cannoni da 140 mm di nuovo modello. Queste armi erano significativamente più leggere dei cannoni standard da 152 mm utilizzati per le altre navi della classe e utilizzavano proiettili da 85 libbre invece di quelli da 100 libbre dei cannoni da 152. I cannoni utilizzati sulla Chester avevano però una velocità di fuoco maggiore rispetto ad una trascurabile perdita in capacità di penetrazione dei colpi. Una grave limitazione dell'armamento principale consisteva nella assoluta mancanza di protezione per i serventi dei pezzi, esposti sul ponte e protetti solo dagli scudi frontali dei pezzi. La Chester adottò anche la lubrificazione ad olio degli ingranaggi dei pezzi, una novità per la Royal Navy.

## Servizio

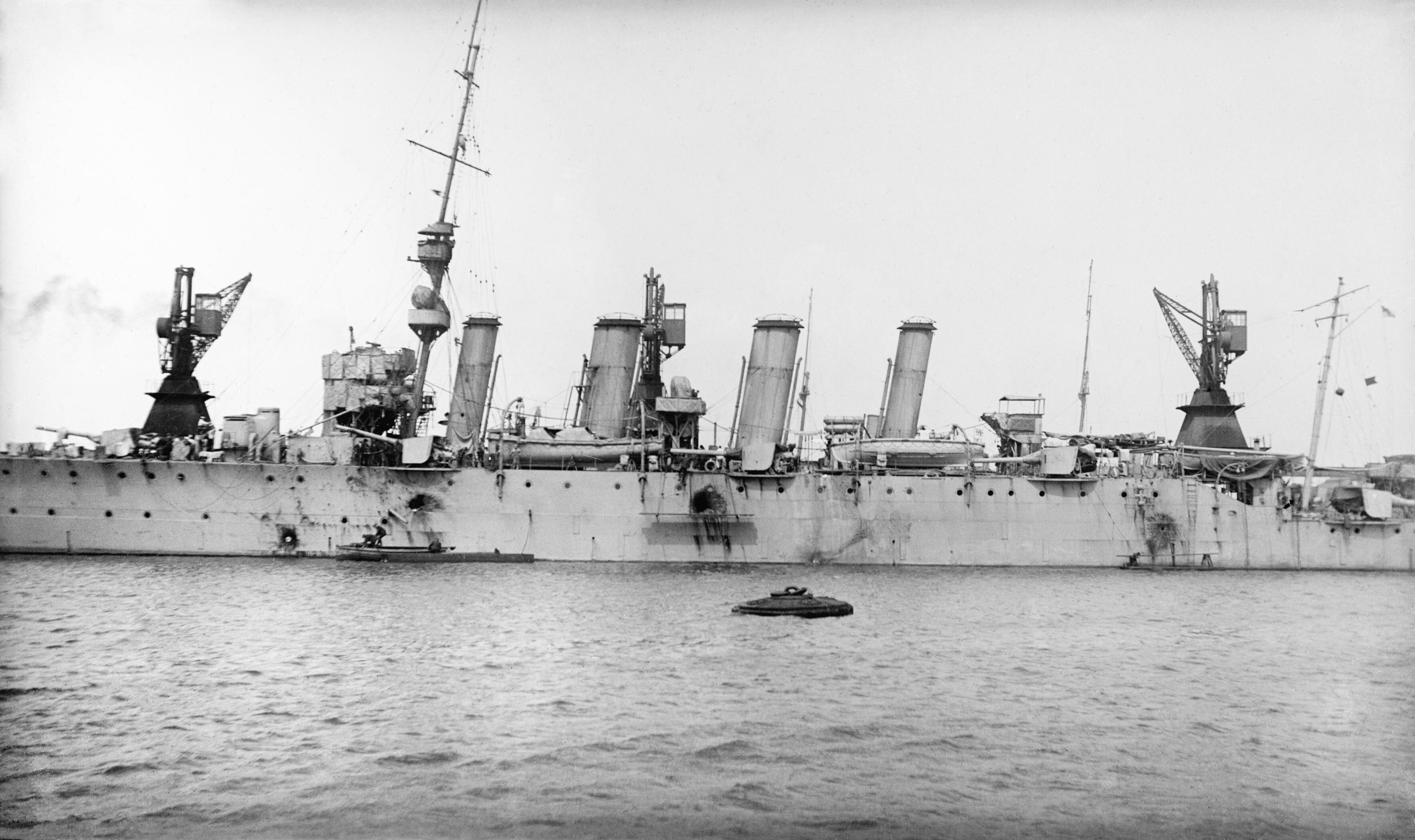
La Chester danneggiata dopo la Battaglia dello Jutland

La Chester venne impostata il 7 ottobre 1914, varata l'8 dicembre 1915 ed entrò in servizio nel maggio 1916, tre settimane prima della battaglia dello Jutland. Partecipò a questo scontro con il Terzo Squadrone incrociatori da battaglia, avendo però a bordo un equipaggio non ancora addestrato al meglio e composto, su un totale di 430 membri, da 51 boy seamen, ragazzi marinai di età compresa tra i 15 e i 16 anni e venne più volte fatta bersaglio di un forte fuoco nemico. Venne colpita da 17 colpi da 150 mm che causarono la morte di 29 marinai ed il ferimento di altri 49. La maggior parte dei feriti persero le gambe, in quanto la protezione frontale dei cannoni non raggiungeva il ponte permettendo il passaggio delle schegge. Tra le perdite si registrò quella di John Cornwell, servente di sedici anni che ricevette la Victoria Cross per il suo valore in combattimento anche se ferito a morte. Dopo le necessarie riparazioni la Chester servì con in Terzo Squadrone incrociatori leggeri fino alla fine del conflitto dopo di che venne trasferita in riserva. Venne offerta in vendita alla Marina greca che però rifiutò l'offerta. Il 9 novembre 1921 venne quindi venduta per essere demolita a Llanelly. Il cannone servito durante la Battaglia dello Jutland da John Cornwell è esposto nell'Imperial War Museum di Londra.
Il Monte Chester, sulla catena delle Montagne Rocciose Canadesi, prende il suo nome dalla Chester.